# هيروشي أوشيما
هيروشي أوشيما (باليابانية: 大島浩؛ بالكانا: おおしま ひろし) هو دبلوماسي ياباني، ولد في 19 أبريل 1886 في غيفو في اليابان، وتوفي في 6 يونيو 1975 في طوكيو (اليابان) في اليابان.